# Isistius plutodus
El tollo cigarro dentón (Isistius plutodus) es una especie poco común de escualiforme de la familia Dalatiidae, que habita a profundidades de entre 60 y 200 m en lugares dispersos a lo largo de los océanos Atlántico y Pacífico. Como su nombre común sugiere, es similar al tollo cigarro (I. brasiliensis) pero tiene dientes inferiores mucho más grandes. La mayoría de los individuos también carecen del «collar» oscuro de I. brasiliensis. Esta especie alcanza una longitud máxima de 42 cm. El tollo cigarro dentón se alimenta arrancando trozos de piel de animales más grandes, incluyendo peces óseos, otros tiburones y mamíferos marinos, y es capaz de tomar bocados más grandes que I. brasiliensis. Se sabe poco de su ciclo de vida; se cree que no es tan buen nadador como I. brasiliensis, y posiblemente sea ovovivíparo como el resto de su familia. Se le captura poco frecuentemente como pesca secundaria  en la pesca de arrastre y con palangre, pero no parece estar seriamente amenazado por estas actividades.